# Středozemní moře
Středozemní moře je rozsáhlé vnitřní moře Atlantského oceánu, které se rozkládá mezi Evropou, Asií a Afrikou. S oceánem je propojeno 13 km širokým Gibraltarským průlivem. Přes průlivy Dardanely a Bospor (a Marmarské moře) na něj navazuje Černé moře. Uměle je propojeno také s Rudým mořem (a potažmo Indickým oceánem) prostřednictvím Suezského průplavu.
Ačkoliv z definice je Středozemní moře součástí Atlantiku, často je bráno jako samostatná část světového oceánu, neboť hydrologicky i geologicky je na Atlantském oceánu prakticky nezávislé a nadto má samo řadu vlastních okrajových moří.
Severní (evropské) pobřeží je členité s množstvím ostrovů a velkými poloostrovy Pyrenejským, Apeninským, Balkánským a Malou Asií. Jižní (africké) pobřeží je členité poměrně málo. Oblast okolo Středozemního moře se označuje jako Středozemí nebo Středomoří. Středozemí je kolébkou řady vyspělých starověkých kultur, např. Egypta, Řecka nebo Říma. V moderní době se jedná především o jednu ze světově nejvyhledávanějších turistických destinací.
Pojem středozemní moře má v oceánografii také obecný význam značící část světového oceánu, která je převážně obklopena pevninou a má jen zanedbatelnou výměnu vody s okolním oceánem. Konkrétní Středozemní moře se v tomto kontextu specifikuje jako „evropské“, „africké“ nebo „euroafrické středozemní moře“.

## Názvy
Středozemní moře má řadu označení v jazycích národů obývajících jeho pobřeží, převážně ale téhož významu. Označení pro moře je latinsky Mare Internum („Vnitřní moře“) nebo Mare Mediterraneum, španělsky Mar Mediterráneo, katalánsky Mar Mediterrània, francouzsky mer Méditerranée, korsicky Mare Mediterraniu, italsky Mar Mediterraneo, slovinsky Sredozemsko morje, chorvatsky Sredozemno more, černohorsky a srbsky Средоземно море, albánsky Detit Mesdhe, řecky Μεσόγειο Θάλασσα (Mesógeio Thálassa, Mesojio Thalasa), turecky Akdeniz, arabsky البحر الأبيض المتوسط‎ (al-bahhr al-abyadd al-mutawasitt), hebrejsky הים התיכון‎ (ha-jam ha-tichon) a maltsky Baħar Mediterran.
V minulosti bylo nazýváno též Bílé moře, což je význam jeho tureckého pojmenování (z pohledu Turků jde o protiváhu Černému moři). Římané ho nazývali Mare nostrum, tedy „Naše moře“.

## Geografické charakteristiky
- rozloha 2,6 mil. km²
- maximální hloubka 5 267 m
- objem 3,7 mil. km³
- teplota vody v zimě 11 °C na západě až 16 °C na východě, v létě 20 až 28 °C
- salinita vody od západu k východu stoupá a pohybuje se mezi 3,60 až 3,95 % (36 – 39,5 promile)
- příliv nízký, většinou do 0,5 m

## Okrajová moře a zálivy
Středozemní moře má na severní straně svá vlastní okrajová moře (s Atlantským oceánem jsou spojena pouze jeho prostřednictvím), která mohou a nemusejí být považována za jeho součást. Rozdíl mezi mořem a zálivem tkví v některých případech jen v názvu.
Černé moře se obvykle za součást Středozemního moře nepovažuje, ačkoliv i ono souvisí se světovým oceánem pouze skrze něj (díky své izolaci však má také prakticky nezávislý hydrologický systém a např. výrazně nižší salinitu).

#### Seznam okrajových moří a zálivů Středozemního moře:

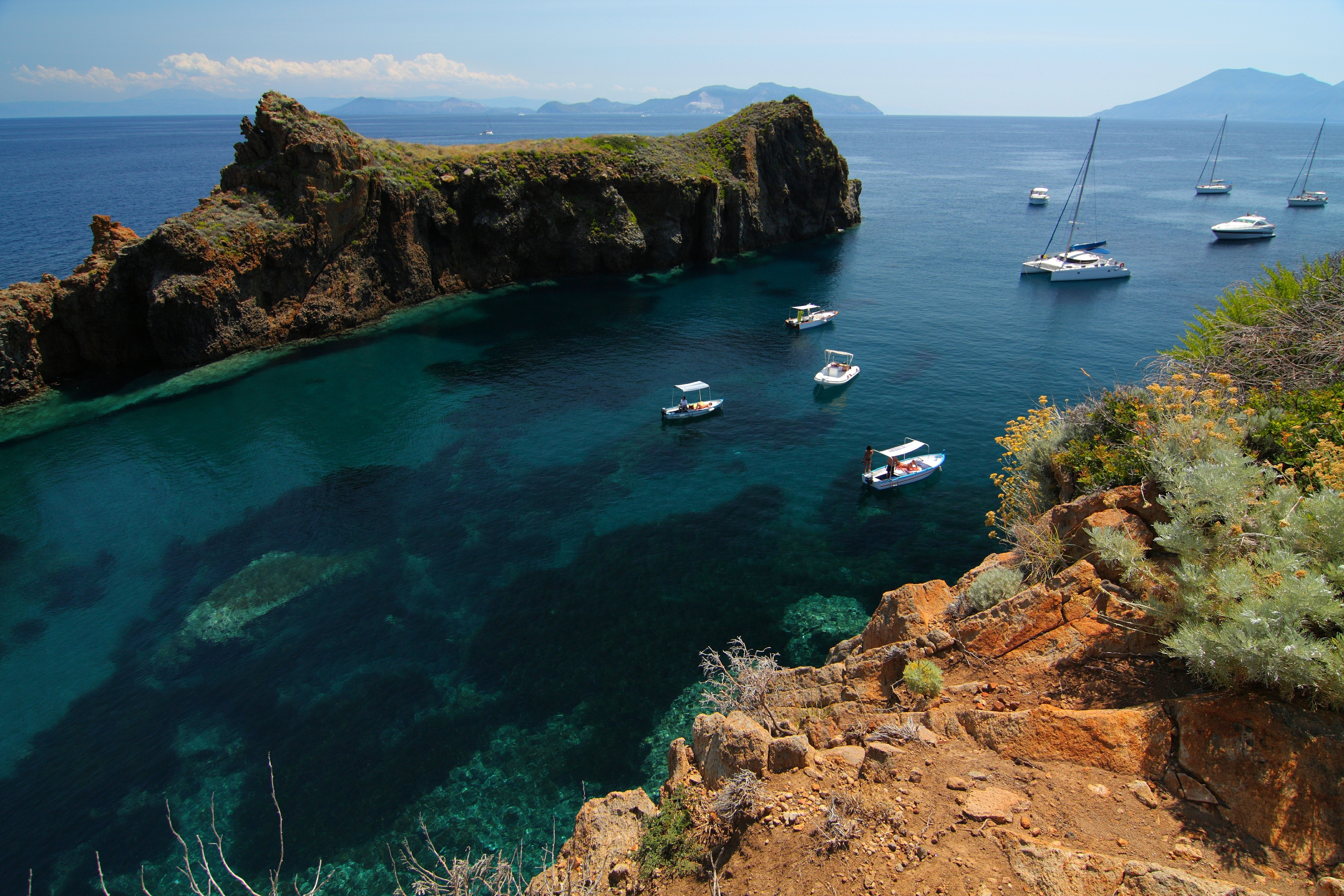
Tyrhénské moře

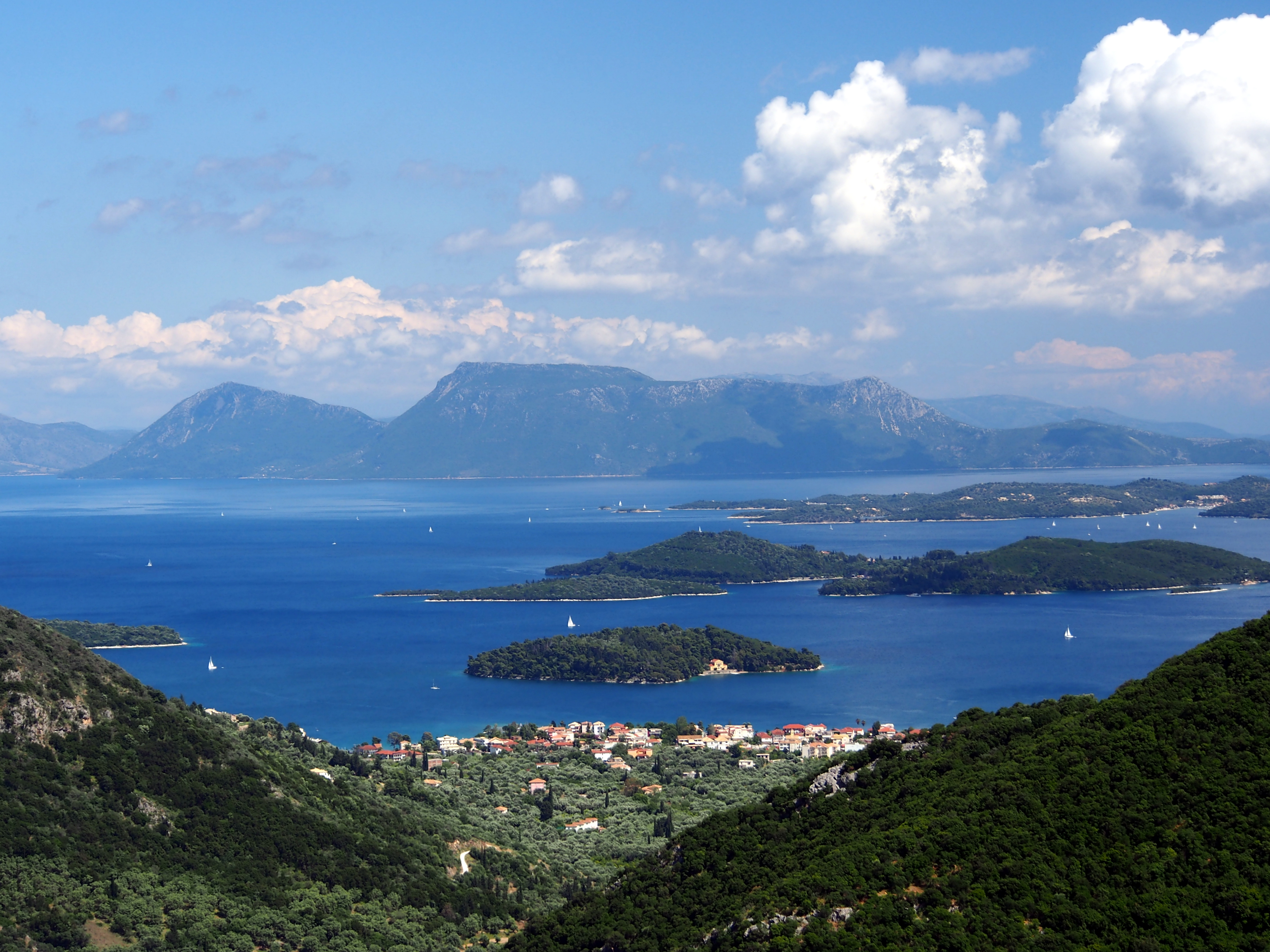
Jónské moře

#### Seznam okrajových moří a zálivů Středozemního moře:[1]
- Gibraltarská zátoka
- Alboránské moře
- Alicantský záliv
- Baleárské moře
- Valencijský záliv
- Lví záliv
- Ligurské moře
  - Janovský záliv
  - Golfe de Saint-Florent
  - Golfe de Porto
  - Golfe de Sagone
  - Golfe d'Ajaccio
  - Golfe de Valinco
  - Golfo dell'Asinara
- Cagliarský záliv
- Tyrhénské mořeTyrhénské moře
  - Golfo di Gaeta
  - Salernský záliv
  - Golfo di Policastro
  - Golfo di Sant'Eufemia
  - Golfo di Milazzo
  - Golfo di Patti
  - Golfo di Termini
  - Golfo di Castellammare
  - Golfo di Gela
- Jaderské moře
  - Golfo di Manfredonia
  - Benátský záliv
    - Terstský záliv

  - Kvarnerský záliv
    - Riječki zaljev
- Jónské mořeJónské moře
  - Golfo di Noto
  - Golfo di Catania
  - Golfo di Squillace
  - Tarentský záliv
  - Pellg i Drinit
  - Giji i Rodonit
  - Giji i Lalzës
  - Dračský záliv
  - Giji i Karavastas
  - Gjol i Nartës
  - Giji i Vlorës
  - Amvrakíkos Kólpos
  - Patraïkós Kólpos
    - Korintský záliv

  - Kólpos Argostóliou
  - Kólpos Laganá
  - Kyparissiakós Kólpos
  - Messiniakós Kólpos
  - Lakonikós Kólpos
- Krétské moře
  - Argolikós Kólpos
  - Saronikós Kólpos
- Egejské mořeEgejské moře
  - Kólpos Petalió
  - Pagasitikós Kólpos
  - Thermský záliv
  - Soluňský záliv
  - Kólpos Kassándras
  - Kólpos Agíou Órous
  - Kólpos Ieríssou
  - Kólpos Orfánou
  - Kólpos Kaválas
  - Saros Körfezi
  - Thrácké moře
  - Marmarské moře*
    - Černé moře*
      - Azovské moře*

  - Edremit Körfezi
  - Çandarlı Körfezi
  - İzmir Körfezi
  - Kuşadası Körfezi
  - Güllük Körfezi
  - Gökova Körfezi
- Fethiye Körfezi
- Finike Körfezi
- Antalya Körfezi
- Ovacık Körfezi
- Taşucu Körfezi
- Mersin Körfezi
- İskenderun Körfezi
- Kólpos Mórfou
- Kólpos Chrysochoús
- Kólpos Episkopís
- Kólpos Akrotíri
- Kólpos Lárnakos
- Kólpos Ammóchostou
- Buḥayrat Manzilah
- Buḥayrat al-Burullus
- Khalīj Abū Qīr
- Libyjské moře
- Velká Syrta
- Malá Syrta
- Bardawil
- Tuniský záliv

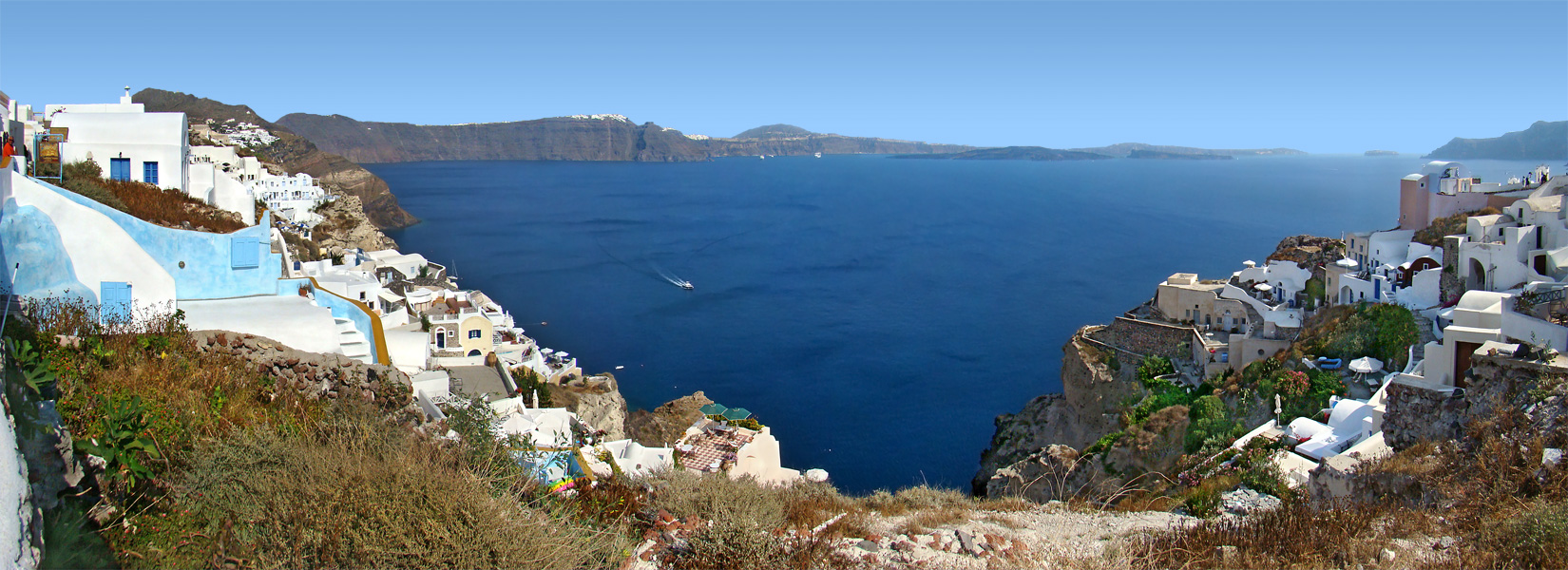
Egejské moře

* – součásti systému Středozemního moře v širším smyslu

## Ostrovy a poloostrovy
Ve Středozemním moři se nacházejí četné ostrovy a souostroví. Cestou od západu na východ jsou to zejména Baleáry, Korsika, Sardinie, Sicílie, Malta, Džerba, Kréta a Kypr. V okrajových mořích se dále nacházejí Toskánské ostrovy, Liparské ostrovy, Kvarnerské ostrovy, Dalmatské ostrovy, Jónské ostrovy či Egejské ostrovy. Nejvíce středomořských ostrovů patří Řecku, na celkovou rozlohu ostrovů vede Itálie. Ostrovy nebo jejich skupiny vymezují některá středomořská okrajová moře (Ligurské, Tyrhénské, Egejské, Krétské, Thrácké).
Zejména na členitém severním pobřeží se nachází i mnoho poloostrovů. Největší jsou Apeninský a Balkánský poloostrov (z nějž vybíhá Peloponéský a řada dalších) a Malá Asie. Velký strategický význam má výběžek Gibraltar. Na jižním pobřeží jsou významné poloostrovy Bon a Kyrenaika.

## Přítoky
Zdaleka největší řekou ústící do Středozemního moře je africký veletok Nil.
Další významné přítoky jsou z Evropy: Júcar, Ebro, Rhôna, Tibera, Pád, Adiže, Piava, Soča, Neretva, Drin, Aliákmon, Vardar, Struma, Marica.
Z asijské strany jsou největšími přítoky Gediz, Velký Menderes, Seyhan, Ceyhan, Orontes.

## Státy na pobřeží
Díky své rozloze a členitosti omývá Středozemní moře břehy mnoha států (přes 20); pro většinu z nich tvoří jediný přístup k moři. To jsou: Albánie, Alžírsko, Bosna a Hercegovina, Černá Hora, Chorvatsko, Itálie, Libanon, Libye, Monako, Palestina (skrze Pásmo Gazy), Řecko, Slovinsko, Sýrie, Tunisko a Turecko. Rovněž dvě z Britských zámořských teritorií, Gibraltar a vojenská základna Akrotiri a Dekelia na Kypru, jsou omývány pouze Středozemním mořem. Dva ostrovní státy leží celé přímo v tomto moři: Kypr, Malta.
Pět států na pobřeží má přístup do oceánu i jinou cestou: Egypt, Francie, Izrael, Maroko a Španělsko.
Středozemní moře je také jedinou námořní cestou do světového oceánu pro tyto státy u Černého moře: Bulharsko, Gruzie, Rumunsko, Ukrajina.

## Města a přístavy
Největšími městy na pobřeží jsou (tučně hlavní města): Alexandrie, Alžír, Antalya, Athény, Barcelona, Bejrút, Benghází, Janov, Málaga, Marseille, Neapol, Oran, Palermo, Smyrna, Soluň, Tel Aviv, Tripolis, Tunis, Valencie. Blízko pobřeží se nachází také Řím. Pokud bychom za součást Středozemního moře považovali i Marmarské moře, byl by největším městem na pobřeží Istanbul.
Nejrušnějšími středomořskými přístavy co do kontejnerové dopravy jsou Pireus, Valencie, Algeciras a Port Said.
Mezi nejvýznamnější přístavy dále patří (z dosud neuvedených) Alicante, Bar, Bari, Bastia, Benátky, Cagliari, Civitavecchia, Drač, Gioia Tauro, Gozo, Haifa, Iraklion, Koper, La Spezia, Limassol, Mersin, Messina, Nice, Palma de Mallorca, Patra, Pula, Reggio Calabria, Rijeka, Rhodos, Salamis, Savona, Sfax, Split, Taranto, Terst, Valletta, Zadar.